# Signagi (gemeente)
Signagi (Georgisch: სიღნაღის მუნიციპალიტეტი, Signagis moenitsipaliteti) is een gemeente in het zuidoosten van Georgië met 28.406 inwoners (2024), gelegen in de regio Kacheti. De gelijknamige stad is het bestuurlijk centrum en is een toeristische trekpleiser. De gemeente heeft een oppervlakte van 1251 m² en ligt aan weerszijden van het Gomborigebergte in zowel de Alazani-vallei als het Iori-hoogland.

## Geschiedenis
Archeologische opgravingen in het gemeentelijk gebied hebben vastgesteld dat het gebied al bewoond was in het Paleolithicum (oude steentijd), het Neolithicum en de Bronstijd. Er wordt aangenomen dat het gebied waar Signagi ligt, tussen de Mtkvari (Koera) en de Alazani, in Strabo's Geographika beschreven wordt als het district Cambysene van Kaukasisch Albanië. Het district was genoemd naar de rivier die er stroomt die tegenwoordig de Iori heet. Strabo schreef dat het gebied de toegangspoort was van Iberië naar Kaukasisch Albanië, door een droog en rotsachtig landschap naar de Alazani.
In het Georgisch werd het gebied Kambetsjovani genoemd, en later Kiziki. De heilige Sint Nino, die in 337 de Georgische koning Mirian III van Iberië bekeerde tot het christendom, trok zich kort daarna terug in het dorp Bodbe vlakbij Signagi. Hier stierf ze ook en werd ze begraven, wat Bodbe tot een belangrijk pelgrimsoord maakte. Er zijn verschillende kloosters en kerken in de heuvels bij Signagi. In de vroege middeleeuwen viel het gebied onder Hereti dat in 1020 opging in het eerste koninkrijk Kachetië, dat zelf honderd jaar later in het koninkrijk Georgië opging. Na het uiteenvallen van Georgië in de 15e eeuw behoorde het gebied van Signagi tot het koninkrijk Kachetië en voor korte tijd het fusiekoninkrijk Kartli-Kachetië. 

### Oejezd Signagi

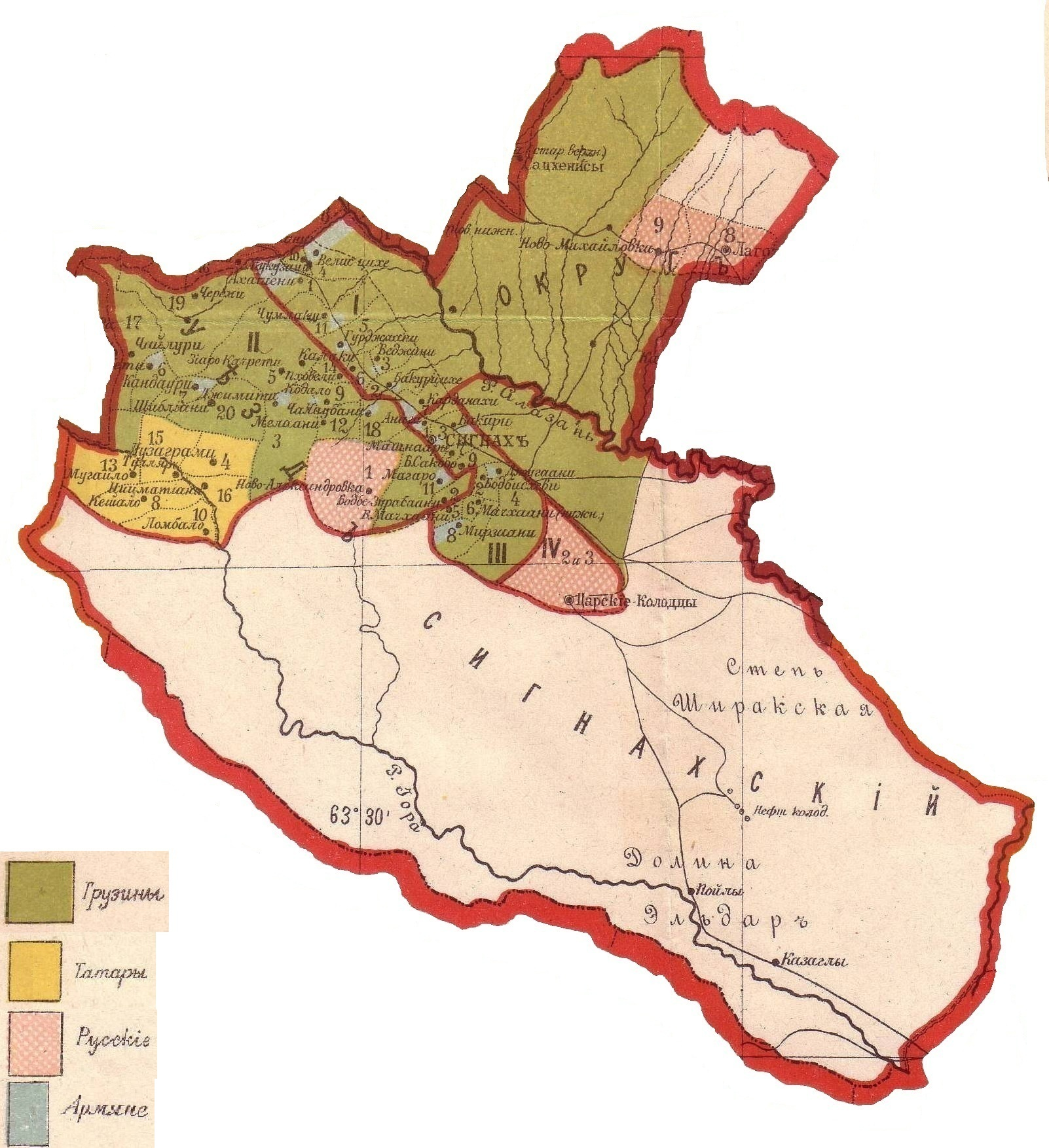
Oejezd Signagi

In 1801 werd Kartli-Kachetië geannexeerd door het Russische Rijk waarna de contouren werden geschapen van de moderne bestuurlijke indeling. Het oejezd Signagi (Сигна́хский уезд, Signáchskiy oejezd) werd in 1801 opgericht als een van de vijf provincies van het nieuwe Gouvernement Georgië. Het handelscentrum en hoofdstad van de provincie Signagi kreeg in dat jaar tevens stadsrechten.
De provincie werd korte tijd samengevoegd met Telavi maar werd in 1846 heropgericht als een van de provincies in het Gouvernement Tiflis. Signagi had een oppervlakte van 5258 km² en omvatte het gebied van de hedendaagse gemeentes Signagi, Lagodechi, Dedoplistskaro, de helft van Sagaredzjo en het grootste deel van Goerdzjaani.
De handel en bedrijvigheid trok Armenen aan naar de stad Signagi, waar ze een meerderheid vormden. De marktplaats was in de tweede helft van de 19e eeuw na hoofdstad Tbilisi de snelstgroeiende stad in Oost-Georgië. De Georgiërs woonden voornamelijk in de plattelandsnederzettingen, waar de lucratieve wijncultuur de belangrijkste bron van inkomsten was.

### 20e eeuw
De Democratische Republiek Azerbeidzjan legde in 1918 een claim op Signagi en Zakatala. Georgië verloor later Zakatala aan Azerbeidzjan, maar behield het grootste deel van Signagi. In 1921 werd door de Sovjets 547 km² van Signagi aan Azerbeidzjan gegeven. Na de verovering van de Democratische Republiek Georgië door het Rode Leger werd de Sovjet-overheersing niet zomaar geaccepteerd. Onder leiding van Kakoetsa Tsjolokasjvili werd vanaf 1922 in onder andere Signagi een partizanenstrijd gevoerd. In augustus 1924 vond hier ook de anti-Sovjet Augustusopstand plaats, die mislukte.
Tijdens de bestuurlijke hervormingen van de Sovjet-Unie in 1929-1930 werd het oejezd Signagi afgeschaft. In 1930 werd het rajon (district) Signagi opgericht, waar tot 1938 het gebied van Dedoplistskaro nog bij hoorde. In 1995 werd het district onderdeel van de nieuw opgerichte regio (mchare) Kacheti en in 2006 werd het district omgevormd naar een gemeente (municipaliteit).

## Geografie

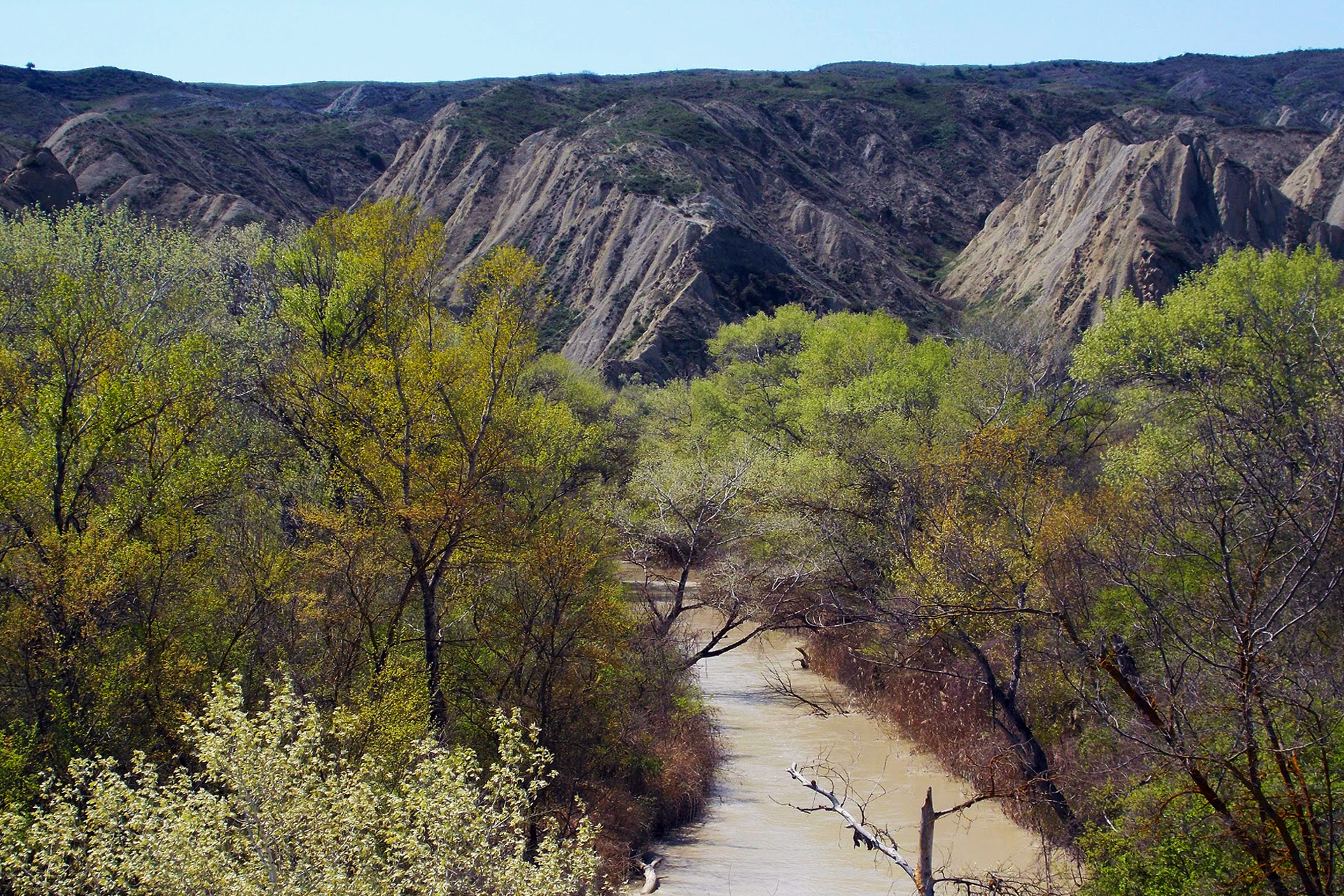
Iori Beheerd Reservaat

De gemeente Signagi ligt in het zuiden van de wijnregio Kacheti, dwars over het zuidelijke uiteinde van het Gomborigebergte, dat de rivieren Iori en Alazani van elkaar scheidt. De gemeente grenst in zowel het westen als oosten aan Azerbeidzjan, maar heeft er geen grensovergangen mee. De Alazani is in het noordoosten de grens met de gemeente Lagodechi en de landsgrens met Azerbeidzjan. De Alazanivallei is vruchtbaar met veel wijnbouw. Hier is de meeste economische activiteit van de gemeente te vinden. Het Gomborigebergte is in Signagi een middelgebergte dat van noordwest tot zuidoost door de gemeente loopt en over de hele lengte maximale hoogtes bereikt tot ongeveer 1000 meter boven zeeniveau. Het hoogste punt in de gemeente is de Tsjoporti in het Gomborigebergte van 1087 meter boven zeeniveau, gelegen aan de noordkant van het dorp Noekriani. In het zuidelijke deel vormt de bergkam de gemeentegrens met Dedoplistskaro. 

### Iori Hoogland
De Ioririvier stroomt in het westen van de gemeente in zuidelijke richting via de gemeente Dedoplistskaro naar Azerbeidzjan, waarbij het door het Iori-hoogland stroomt dat gemiddeld 500 meter boven zeeniveau ligt. De riviervallei ligt op een hoogte van 300-400 meter en is beschermd natuurgebied. Het in 1965 opgerichte Iori Beheerd Reservaat van 21 km² vormt samen met twee andere reservaten in de buurgemeenten Sagaredzjo en Goerdzjaani het Mariamdzjvari Natuurreservaat (opgericht 1935). In de riviervallei zijn rivierbossen te vinden terwijl het omliggende landschap steppe-achtig en semi-woestijn is. Het Iori Beheerd Reservaat sluit in het noorden aan op het Koroegi natuurreservaat. In het zuiden, bij het Dalireservoir in de gemeente Dedoplistskaro, sluit het reservaat aan op het Tsjatsjoena natuurreservaat.

## Demografie
Begin 2024 telde de gemeente Signagi 28.406 inwoners, een daling van 5% ten opzichte van de volkstelling in 2014.
| Gemeente Signagi                                                        | -     | -     | 53.068 | 51.942 | 52.034 | 50.073 | 49.326 | 43.587 | 29.948 | 29.290 | 28.406 |  |  |  |
|                                                                         |       |       |        |        |        |        |        |        |        |        |        |  |  |  |
| Signagi                                                                 | 8.994 | 4.192 | 4.864  | 3.752  | 3.638  | 3.486  | 3.489  | 2.146  | 1.485  | 1.544  | 1.420  |  |  |  |
| Tsnori                                                                  | -     | -     | 1.789  | 6.010  | 2.809  | 2,517  | 2,912  | 6,066  | 4.815  | 4.746  | 4.776  |  |  |  |
| Verantwoording data: Bevolkingsstatistiek Georgië 1897 tot heden. Noot: |       |       |        |        |        |        |        |        |        |        |        |  |  |  |

### Etniciteit en religie
De bevolking van Signagi bestond in 2014 voor 97,4% uit etnische Georgiërs. Andere nationale minderheden zoals Armeniërs, Russen, Jezidi's en Azerbeidzjanen zijn in geringe mate (100-200) aanwezig en wonen verspreid over de gemeente. Een kwart van de Jezidi's woont in de stad Signagi. Verder wonen er enkele tientallen Osseten, Oekraïners, en een kleiner aantal Kisten, Pontische Grieken en Abchaziërs. De religieuze samenstelling volgt in grote lijnen de etnische. Verreweg de meeste inwoners zijn Georgisch-Orthodox (96,9%). Andere religieuze groeperingen zijn moslims (1,2%), Jehova's (0,4%) en enkele tientallen Armeens-Orthodoxen, protestanten en Jezidi's.

## Administratieve onderverdeling
De gemeente Signagi is administratief onderverdeeld in 12 gemeenschappen (თემი, temi)) met in totaal 18 dorpen (სოფელი, sopeli), waaronder Noekriani. Er zijn twee steden (ქალაქი, kalaki), namelijk het bestuurlijk centrum Signagi en Tsnori.

## Bestuur

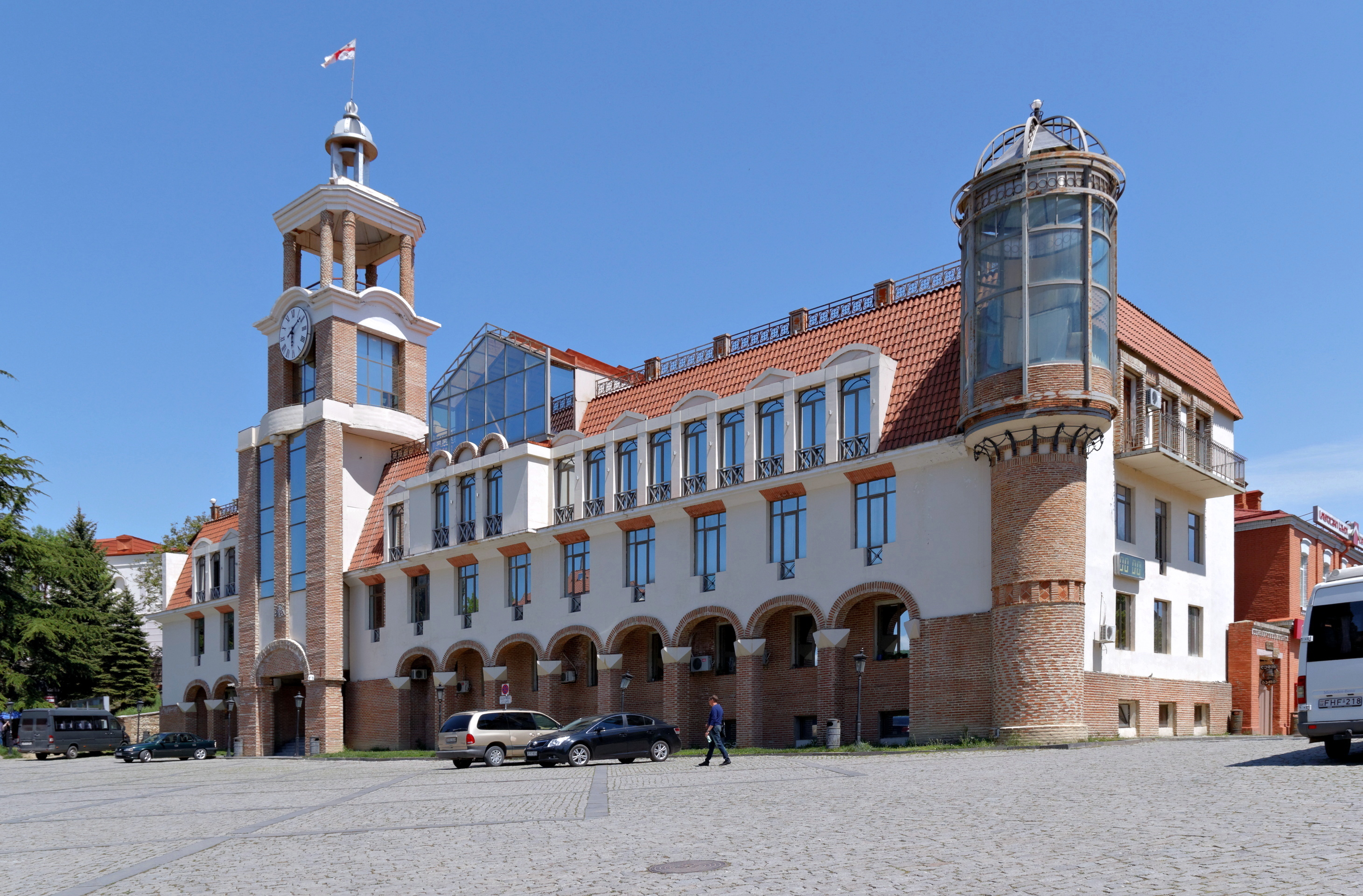
Gemeentehuis van Signagi

De gemeenteraad van Signagi (Georgisch: საკრებულო, sakreboelo) wordt elke vier jaar gekozen in een gemengd kiesstelsel. Een deel wordt via enkelvoudige kiesdistricten gekozen en een deel via evenredige vertegenwoordiging van gesloten partijlijsten, waarvoor een kiesdrempel geldt van drie procent.
| Partij | Partij                             | 2014 | 2017 | 2021 |
| ------ | ---------------------------------- | ---- | ---- | ---- |
|        | Georgische Droom (GD)              | 24   | 23   | 26   |
|        | Verenigde Nationale Beweging (UNM) | 3    | 4    | 9    |
|        | Overige partijen                   | 2    | 2    | 1    |
| Totaal | Totaal                             | 29   | 29   | 36   |

## Bezienswaardigheden

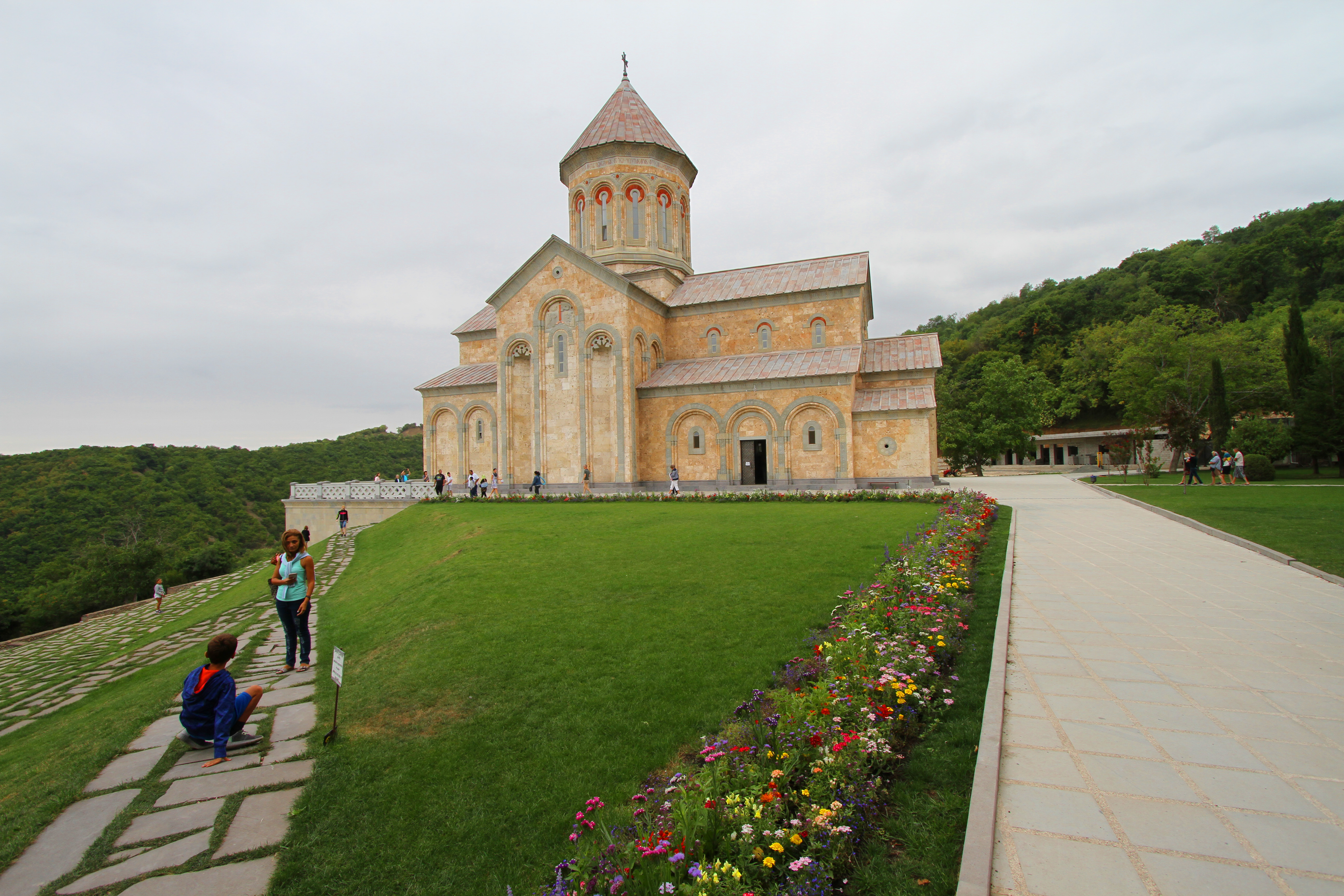
Nieuwe kerk in Bodbe

De rijke geschiedenis en het zeer diverse landschap van de gemeente maakt dat er veel te zien is. 
- Signagi is een bezienswaardig stadje bovenop het Gomborigebergte met fraai uitzicht over de Alazanivallei.
- Bodbeklooster van St Nino. Eeuwenoud pelgrimsoord. De legende gaat dat de heilige St Nino hier begraven is.[30]
- Chirsaklooster uit de 9e eeuw in het dorp Tibaani, oorspronkelijk gesticht door een van de 13 Assyrische vaders, Stefanus.[31]
- Iori Beheerd Reservaat, een beschermd natuurgebied in de vallei van de Iori gelegen in een steppe en semi-woestijn omgeving.[17]
- Kilakoepra moddervulkanen in het uiterse zuidwesten van de gemeente. Een kleine en actieve vulkaan met modder, olie en gas stromen. Natuurmonument.[32]

## Vervoer
Signagi is met het westen van het land en hoofdstad Tbilisi verbonden via de international route S5 Kacheti Highway (Tbilisi - Sagaredzjo - Bakoertsiche - Lagodechi) die in oostelijke richting naar de Azerbeidjzaanse grens leidt. Het dichtbevolkte gebied rond de plaatsen Signagi en Tsnori is een knooppunt van regionaal belangrijke verbindingswegen naar onder andere Dedoplistskaro (Sh39) en het religieus belangrijke Bodbeklooster en omgeving bij Signagi in het Gomborigebergte. De nationale route Sh40 verbindt Signagi met zowel de Alazani-vallei als het Iori-plateau en de Kacheti Highway. Het zuidwesten van de gemeente rond de Iori is lastig bereikbaar met slechts onverharde wegen.